# Neoneli
Neoneli (en sard, Naunele) és un municipi italià, dins de la província d'Oristany. L'any 2007 tenia 4.627 habitants. Es troba a la regió de Barigadu. Limita amb els municipis d'Ardauli, Austis (NU), Nughedu Santa Vittoria, Ortueri (NU), Sorgono (NU) i Ula Tirso.

## Administració
| Període | Identitat            | Partit        |
| ------- | -------------------- | ------------- |
| 2005-   | Alfredo Gavino Stara | Llista cívica |